# Todd Nicholson
Todd Nicholson (San Francisco, 1972) is een Amerikaanse jazzbassist.

## Biografie
Nicholson studeerde in New York bij Billy Bang, William Parker, Butch Morris en Ras Moshe. Sinds het begin van de jaren 2000 werkt hij ook met Assif Tsahar, Butch Morris' Jump Arts Orchestra, Sirone, Peter Brötzmann, Roy Campbell, Eddie Gale, Frank Lowe, Alan Silva, James Spaulding en Steve Swell. Hij woont nu in Japan, waar hij speelt met Tatsuya Nakatani, Michiyo Yagi, Keisuke Ohta en in het Satoko Fujii New Trio (Spring Storm, 2013). Hij leidde ook zijn eigen formatie Otic Band/Ensemble en Lemon Law Arbitration.Op het gebied van jazz nam Nicholson tussen 2001 en 2008 deel aan elf opnamesessies.

## Discografie
- 2002: Assif Tsahar: The Labyrinth (Hopscotch)
- 2005: Stephen Gauci Trio: First, Keep Quiet (CIMP)
- 2006: William Parker: Long Hidden: The Olmec Series (AUM Fidelity)
- 2010: Billy Bang: A Prayer for Peace (TUM Records)